# Liridon Latifi

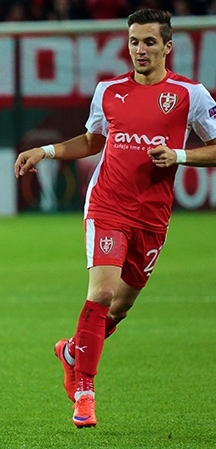
Liridon Latifi (2015)

Liridon Latifi (ur. 6 lutego 1994 w Prisztinie) – albański piłkarz, były członek albańskich reprezentacji U-19, U-21 oraz reprezentacji Albanii. W 2015 roku decyzją komisji dyscyplinarnej Albańskiego Związku Piłki Nożnej Latifi został zawieszony na okres pięciu meczów za zaatakowanie podczas meczu piłkarza FK Kukësi Glediego Miciego.